# L'Istituto del Tempio
L'Istituto del Tempio (מכון המקדש - Machon HaMikdash) è un museo, istituto di ricerca e centro di educazione in Gerusalemme. È stato fondata nel 1987 da rabbino Yisrael Ariel. L'Istituto è dedicato ai due Templi di Gerusalemme (chiamati primo e secondo tempio).